# Chiropodomys major
Chiropodomys major  (Thomas, 1893) è un roditore della famiglia dei Muridi, endemico del Borneo.

## Descrizione

### Dimensioni
Roditore di piccole dimensioni, con la lunghezza della testa e del corpo tra 94 e 114 mm, la lunghezza della coda tra 109 e 144 mm, la lunghezza del piede tra 21 e 28 mm, la lunghezza delle orecchie tra 13 e 27 mm e un peso fino a 43 g.

### Aspetto
La pelliccia è corta, densa e lanosa. Le parti superiori sono bruno-grigiastro o fulvo-grigiastro con dei riflessi brunastri sulla testa e la groppa, i fianchi sono più grigi, mentre le parti ventrali e le guance sono bianco-crema. La linea di demarcazione lungo i fianchi è netta. Le orecchie sono piccole e marroni scure. Le zampe sono bianche. La coda è più lunga della testa e del corpo ed è uniformemente marrone con un ciuffo terminale di lunghi peli. In alcuni individui su di essa sono presenti delle chiazze più chiare.

## Biologia

### Comportamento
È una specie notturna ed arboricola, attiva principalmente su piccoli alberi.

## Distribuzione e habitat
Questa specie è endemica dell'Isola del Borneo.
Vive nelle foreste sempreverdi di pianura e foreste montane fino a 1.500 metri di altitudine.

## Conservazione
La IUCN Red List, considerata la mancanza di informazioni sull'estensione del proprio areale e sullo stato della popolazione, classifica C.major come specie con dati insufficienti (DD).